# Sinanodonta woodiana
Sinanodonta woodiana is een tweekleppigensoort uit de familie van de Unionidae. De wetenschappelijke naam van de soort is voor het eerst geldig gepubliceerd in 1834 door Lea.
Rechter en linker klep van hetzelfde exemplaar:

Rechter klep
Linker klep